# Seznam biskupů a arcibiskupů v Birminghamu

## Apoštolští vikáři Distriktu Midland
- Bonaventure Giffard (1687-1703)
- George Witham (1702-1716)
- John Talbot Stonor (1716-1756)
  - John Joseph Hornyold (1751-1756) - koadjutor
- John Joseph Hornyold (1756-1778)
  - Thomas Joseph Talbot (1766-1778) - koadjutor
- Thomas Joseph Talbot (1778-1795)
  - Charles Berington (1786-1795) - koadjutor
- Charles Berington (1795-1798)
- Gregory Stapleton (1800-1802)
- John Milner (1803-1826)
  - Thomas Walsh (1825-1826) - koadjutor
- Thomas Walsh (1826-1840)

## Apoštolští vikáři Centrálního Distriktu
- Thomas Walsh  (1840-1848)
  - Nicholas Wiseman (1840-1847) - koadjutor
- William Bernard Ullathorne, O.S.B. (1848-1850)

## Biskupové birminghamští
- William Bernard Ullathorne, O.S.B. (1850-1888)
- Edward Ilsley (1888-1911)

## Arcibiskupové birminghamští
- Edward Ilsley (1911-1921)
- John McIntyre (1921-1928)
- Thomas Leighton Williams (1929-1946)
- Joseph Masterson (1947-1953)
- Francis Joseph Grimshaw (1954-1965)
- George Patrick Dwyer (1965-1981)
- Maurice Noël Léon Couve de Murville (1982-1999)
- Vincent Nichols (2000-2009)
- Bernard Longley (od 2009)

## Pomocní biskupové
- John McIntyre (1912-1917)
- John Patrick Barrett (1926-1929)
- Terence John Brain (1991-1997)
- Humphrey Penderell Bright (1944-1964)
- Robert John Byrne, C.O. (2014-2019)
- Joseph Francis Cleary (1964-1987)
- Anthony Joseph Emery (1967-1976)
- Michael Francis Glancey (1924-1925)
- Bernard William Griffin (1938-1943)
- Roger Francis Crispian Hollis (1987-1988)
- Edward Ilsley (1879-1888)
- Patrick Leo McCartie (1977-1990)
- David Christopher McGough (2005-2020)
- Philip Pargeter (1989-2009)
- Leonard William Kenney, C.P. (2006-
- Stephen James Lawrence Wright (2020-)
- David Ernest Charles Evans (2020-)